# Oscar Andrén
Oscar Fredrik Andrén (ur. 7 listopada 1899 w Sztokholmie, zm. 11 września 1981 tamże) – szwedzki bokser, medalista mistrzostw Europy.
W roku 1924 wziął udział w Igrzyskach Olimpijskich 1924 w Paryżu gdzie zajął czwarte miejsce w kategorii koguciej przegrywając walkę o brązowy medal z Jeanem Cesem z Francji.
W Mistrzostwach Europy 1925 w Sztokholmie zdobył złoty medal pokonując w finale wagi piórkowej Jacoba Domgörgena z Niemiec.